# Merelbekebrug
De Merelbekebrug is een kokerbrug over de Tijarm van de Schelde tussen Zwijnaarde (deelgemeente Gent) en Merelbeke.
De brug werd gebouwd in de jaren vijftig bij de aanleg van de E40. Begin jaren zeventig werd de brug verbreed van 2×2 naar 2×3 rijstroken, zonder pechstrook op de brug; de middenoverspanning werd vervangen en de zijoverspanningen werd extra voorgespannen.
In 2007 kreeg de brug, samen met de Goedingebrug en drie bruggen over de E40 nabij Gent, het predicaat "prioriteit 1" (te vernieuwen) in een onderzoeksrapport van het Agentschap Wegen en Verkeer, in opdracht van het Departement Mobiliteit en Openbare Werken van de Vlaamse overheid..
Rond 2020 werd de brug vervangen en werden geluidsmuren geplaatst. Momenteel telt de brug in beide richtingen 3 rijstroken plus een brede pechtstrook, voorzien op een eventuele capaciteitsverhoging.
Academiebrug · Albertina Sisulubrug · André Denysbrug · Appelbrug · Asselsbrug · Bargiebrug · Bataviabrug · Bavobrug · Beekstraatbrug · Blaarmeersenbrugbrug · Brug der Keizerlijke Geneugten · Brugsevaartbrug · Buchtenbrug · Buchtenspoorbrug · Calcuttabrug · Charles Marcellisbrug · Contributiebrug · Dampoortbrug · Destelbergenbrug · Drongenbrug · Ekkergembrug · Emiel Clausbrug · Europabrug · Eversteinbrugbrug · Eversteinspoorbrug · Ferdinand Lousbergsbrug · François Laurentbrug · Fransevaartbrug · Gaardeniersbrug · Gasmeterbrug · Gebroeders Van Eyckbrug · Gentbruggebrug · Goedingebrug · Grasbrug · Griendijkbrug · Groendreefbrug · Groene Valleibrug · Groot-Brittanniëbrug · Grootdokbrug · Guldenmeersbrug · Heernisspoorbrug · Heinakkerbrug · Hoofdbrug · Hospitaalbrug · Hundelgembrug · Hutsepotbrug · Industriebrug · Jan Palfijnbrug · John Kennedybrug · Jozef Ghuislainbrug · Kaaksmetebrug · Kappebrug · Keizerbrug · Keizerviaduct · Ketelbrug · Klaverbladbrug · Koning Albertbrug · Koning Willembrug · Krommewalbrug · Langerbruggebrug · Leiebrug · Lievebrug · Louisa d'Havébrug · Maaltebrug · Malemvoetbrug · Mariakerkebrug · Matadibrug · Meierijbrug · Melkhambrug · Mendonkbrug · Merelbekebrug · Meulestedebrug · Minnemeersbrug · Moskoubrug · Muidebrug · Muinkbrug · Napoleon de Pauwbrug · Nieuwbrug · Nieuwebosbrug · Nieuwekalebrug · Nieuwescheldebrug · Nieuwevaartbrug · Oktrooibrug · Onthoofdingsbrug · Ottergembrug · Oudescheldebrug · Parkbosbruggen · Pontbrug · Predikherenbrug · Rabotbrug · Recolettenbrug · Rietkenbrug · Rozemarijnbrug · Sint-Agnetebrug · Sint-Antoniusbrug · Sint-Denijsbrug · Sint-Jorisbrug · Sint-Lievensbrug · Sint-Lievensviaduct · Sint-Martinusbrug · Sint-Michielsbrug · Skaldenbrug · Slachthuisbrug · Snepbrug · Snepdijkbrug · Snepvoetbrug · Spanjeveerbrug · Stropbrug · Stropspoorbrug · Ter Platenbrug · Theresianenbrug · Tolhuisbrug · Tweegatenbrug · Verapazbrug · Verlorenkostbrug · Viaduct van Gentbrugge · Visserijkombrug · Vleeshuisbrug · Voorhavenbrug=Wiedauwkaaibrug · Waalbrug · Walpoortbrug · Warmoezeniersbrug · Watermolenbrug · Westerringspoorbrug · Wijdenaardbrug · Wondelgembrug · Zoé Borluutbrug · Zomerweibrug · Zuiderlaanbrug · Zuivelbrug · Zwijnaardebrug · Zwijnaardekanaalbrug · Zwijnaardekasteelbrug